# Requête sémantique
Les requêtes sémantiques permettent des interrogations et des analyses de nature associative et contextuelle. Elles permettent d'extraire des informations dérivant d'éléments syntaxiques, sémantiques et structurelles contenues dans les données. 
Elles  sont conçues pour :
- fournir des résultats précis, telles que la sélection distinctive d'un seul élément d'information ;
- répondre à des questions plus floues et ouvertes grâce au filtrage de motifs et aux systèmes basés sur le raisonnement.

Les requêtes sémantiques fonctionnent sur des graphes nommés, des données liées ou des triplets[De quoi ?]. Ce fonctionnement : 
- permet à la requête de traiter les relations réelles entre les informations et de déduire des réponses à partir du réseau des données ;
- est différent de la recherche sémantique, qui utilise la sémantique dans un texte non structuré afin de produire des résultats de recherche plus pertinents (voir le traitement du langage naturel).

Techniquement, les requêtes sémantiques sont de type relationnel. Elles travaillent sur des données structurées et possèdent des fonctionnalités complètes telles que les opérateurs (par exemple '>', '<' et '='), l'espace de noms, le filtrage, l'héritage, les relations transitives, un langage de règles pour le web sémantique et la recherche plein texte contextuelle.  